# Mikael Sundström
Mikael Sundström (10 settembre 1957 – 23 gennaio 2001) è stato un pilota di rally finlandese, considerato tra i più veloci in Finlandia.

## Carriera

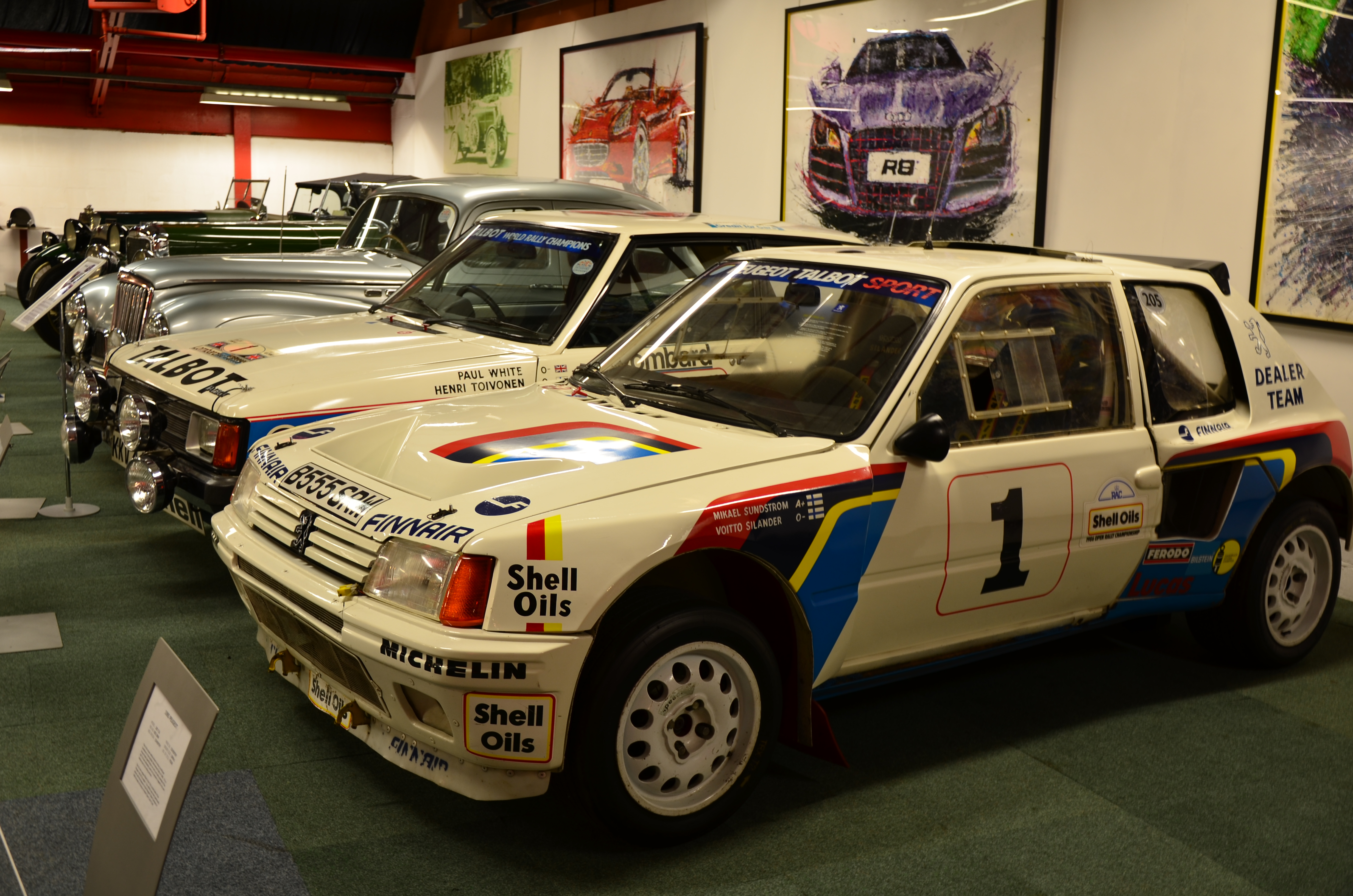
La Peugeot 205 T16 di Sundström

Iniziò a gareggiare nelle corse automobilistiche internazionali nel 1979 al rally artico su una Chrysler Avenger. Nel 1986 corse nel campionato britannico finendo 5º. Tra il 1979 e il 1992, partecipò a 28 eventi nel campionato mondiale rally, di cui 17 in Scandinavia e 9 in Gran Bretagna.
Mori nel 2001 a causa di un attacco di cuore a 43 anni.

## Vittorie nel Gruppo N
| # | Anno | Rally                     | Navigatore     | Vettura                    |
| - | ---- | ------------------------- | -------------- | -------------------------- |
| 1 | 1992 | Rally della Nuova Zelanda | Jakke Honkanen | Lancia Delta Integrale 16V |

## Risultati nel mondiale rally

### WRC
| 1979 | Scuderia | Vettura          |  |  |  |  |  |  |     |  |  |  |  |  |  |  |  |  | Punti | Pos. |
| ---- | -------- | ---------------- |  |  |  |  |  |  | --- |  |  |  |  |  |  |  |  |  | ----- | ---- |
| 1979 |          | Chrysler Avenger |  |  |  |  |  |  | Rit |  |  |  |  |  |  |  |  |  | 0     |      |

| 1980 | Scuderia                  | Vettura                  |  |  |  |  |  |  |     |  |  |  |    |  |  |  |  |  | Punti | Pos. |
| ---- | ------------------------- | ------------------------ |  |  |  |  |  |  | --- |  |  |  | -- |  |  |  |  |  | ----- | ---- |
| 1980 | Withers - Nowerco - Nafta | Ford Escort RS 2000 MKII |  |  |  |  |  |  | Rit |  |  |  | 14 |  |  |  |  |  | 0     |      |

| 1981 | Scuderia | Vettura                             |  |  |  |  |  |  |  |  |     |  |  |     |  |  |  |  | Punti | Pos. |
| ---- | -------- | ----------------------------------- |  |  |  |  |  |  |  |  | --- |  |  | --- |  |  |  |  | ----- | ---- |
| 1981 |          | Fiat Ritmo 75 e Ford Escort RS 2000 |  |  |  |  |  |  |  |  | Rit |  |  | Rit |  |  |  |  | 0     |      |

| 1983 | Scuderia       | Vettura     |  |  |  |  |  |  |  |  |    |  |  |   |  |  |  |  | Punti | Pos. |
| ---- | -------------- | ----------- |  |  |  |  |  |  |  |  | -- |  |  | - |  |  |  |  | ----- | ---- |
| 1983 | Muurala Motors | Opel Ascona |  |  |  |  |  |  |  |  | 11 |  |  | 9 |  |  |  |  | 3     | 49º  |

| 1984 | Scuderia | Vettura                  |  |  |  |  |  |  |  |  |     |  |  |  |  |  |  |  | Punti | Pos. |
| ---- | -------- | ------------------------ |  |  |  |  |  |  |  |  | --- |  |  |  |  |  |  |  | ----- | ---- |
| 1984 | Autonovo | Fiat Ritmo Abarth 130 TC |  |  |  |  |  |  |  |  | Rit |  |  |  |  |  |  |  | 0     |      |

| 1985 | Scuderia             | Vettura                                         |  |  |  |  |  |  |  |  |     |  |  |     |  |  |  |  | Punti | Pos. |
| ---- | -------------------- | ----------------------------------------------- |  |  |  |  |  |  |  |  | --- |  |  | --- |  |  |  |  | ----- | ---- |
| 1985 | Peugeot Talbot Sport | Fiat Ritmo Abarth 130 TC e Peugeot 205 Turbo 16 |  |  |  |  |  |  |  |  | Rit |  |  | Rit |  |  |  |  | 0     |      |

| 1986 | Scuderia                        | Vettura                                  |  |  |  |  |  |  |  |  |     |  |  |   |  |  |  |  | Punti | Pos. |
| ---- | ------------------------------- | ---------------------------------------- |  |  |  |  |  |  |  |  | --- |  |  | - |  |  |  |  | ----- | ---- |
| 1986 | Autonovo e Peugeot Talbot Sport | Fiat Uno Turbo e Peugeot 205 Turbo 16 E2 |  |  |  |  |  |  |  |  | Rit |  |  | 4 |  |  |  |  | 10    | 22º  |

| 1987 | Scuderia                             | Vettura       |  |     |  |  |  |  |  |  |  |     |  |  |     |  |  |  | Punti | Pos. |
| ---- | ------------------------------------ | ------------- |  | --- |  |  |  |  |  |  |  | --- |  |  | --- |  |  |  | ----- | ---- |
| 1987 | Haka-Auto e Mazda Rally Team Finland | Mazda 323 4WD |  | Rit |  |  |  |  |  |  |  | Rit |  |  | Rit |  |  |  | 0     |      |

| 1988 | Scuderia  | Vettura       |  |     |  |  |  |  |  |  |  |     |  |  |     |  |  |  | Punti | Pos. |
| ---- | --------- | ------------- |  | --- |  |  |  |  |  |  |  | --- |  |  | --- |  |  |  | ----- | ---- |
| 1988 | Haka-Auto | Mazda 323 4WD |  | Rit |  |  |  |  |  |  |  | Rit |  |  | Rit |  |  |  | 0     |      |

| 1989 | Scuderia                 | Vettura       |  |     |  |  |  |  |  |  |     |  |  |  |   |  |  |  | Punti | Pos. |
| ---- | ------------------------ | ------------- |  | --- |  |  |  |  |  |  | --- |  |  |  | - |  |  |  | ----- | ---- |
| 1989 | Mazda Rally Team Finland | Mazda 323 4WD |  | Rit |  |  |  |  |  |  | Rit |  |  |  | 7 |  |  |  | 4     | 52º  |

| 1990 | Scuderia                                           | Vettura       |  |  |  |  |  |  |  |     |  |  |  |     |  |  |  |  | Punti | Pos. |
| ---- | -------------------------------------------------- | ------------- |  |  |  |  |  |  |  | --- |  |  |  | --- |  |  |  |  | ----- | ---- |
| 1990 | Mazda Rally Team Europe e Mazda Rally Team Finland | Mazda 323 GTX |  |  |  |  |  |  |  | Rit |  |  |  | Rit |  |  |  |  | 0     |      |

| 1991 | Scuderia                 | Vettura       |  |  |  |  |  |  |  |  |    |  |  |  |  |  |  |  | Punti | Pos. |
| ---- | ------------------------ | ------------- |  |  |  |  |  |  |  |  | -- |  |  |  |  |  |  |  | ----- | ---- |
| 1991 | Mazda Rally Team Finland | Mazda 323 GTX |  |  |  |  |  |  |  |  | 12 |  |  |  |  |  |  |  | 0     |      |

| 1992 | Scuderia | Vettura                                         |  |     |     |  |  |  |   |  |     |  |  |  |  |  |  |  | Punti | Pos. |
| ---- | -------- | ----------------------------------------------- |  | --- | --- |  |  |  | - |  | --- |  |  |  |  |  |  |  | ----- | ---- |
| 1992 |          | Lancia Delta Integrale 16V e Nissan Sunny GTi-R |  | Rit | Rit |  |  |  | 4 |  | Rit |  |  |  |  |  |  |  | 10    | 25º  |

| Legenda | 1º posto | 2º posto | 3º posto | A punti | Senza punti | Ritirato | Squalificato | NP=Non partito C=Gara cancellata | Apice=Power stage |

### Gruppo N
| 1992 | Scuderia | Vettura                                         |  |     |     |  |  |  |   |  |     |  |  |  |  |  |  |  | Punti | Pos. |
| ---- | -------- | ----------------------------------------------- |  | --- | --- |  |  |  | - |  | --- |  |  |  |  |  |  |  | ----- | ---- |
| 1992 |          | Lancia Delta Integrale 16V e Nissan Sunny GTi-R |  | Rit | Rit |  |  |  | 1 |  | Rit |  |  |  |  |  |  |  | 13    | 9º   |

| Legenda | 1º posto | 2º posto | 3º posto | A punti | Senza punti | Ritirato | Squalificato | NP=Non partito C=Gara cancellata | Apice=Power stage |